# Mumi Troll
Mumi Troll (russisch Мумий Тролль [ˈmumʲij ˈtrɔlʲ], englische Transkription Mumiy Troll von „Mumin-Troll“) ist eine russische Rockband, die 1983 von dem Linguisten Ilja Lagutenko in Wladiwostok gegründet wurde.

## Name
Lagutenko orientierte sich bei der Namensgebung an den Figuren aus den Büchern der finnlandschwedischen Schriftstellerin Tove Jansson, den Mumins (schwedisch Mumintrollen).

## Geschichte

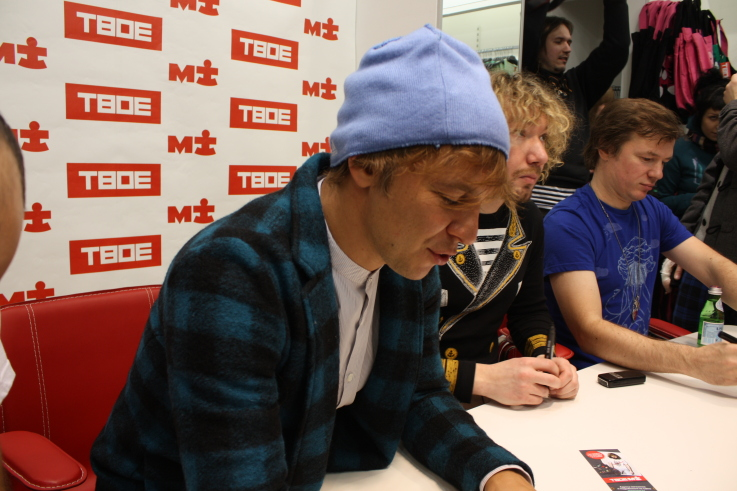
Ilja Lagutenko, Sdwig, Tsaler

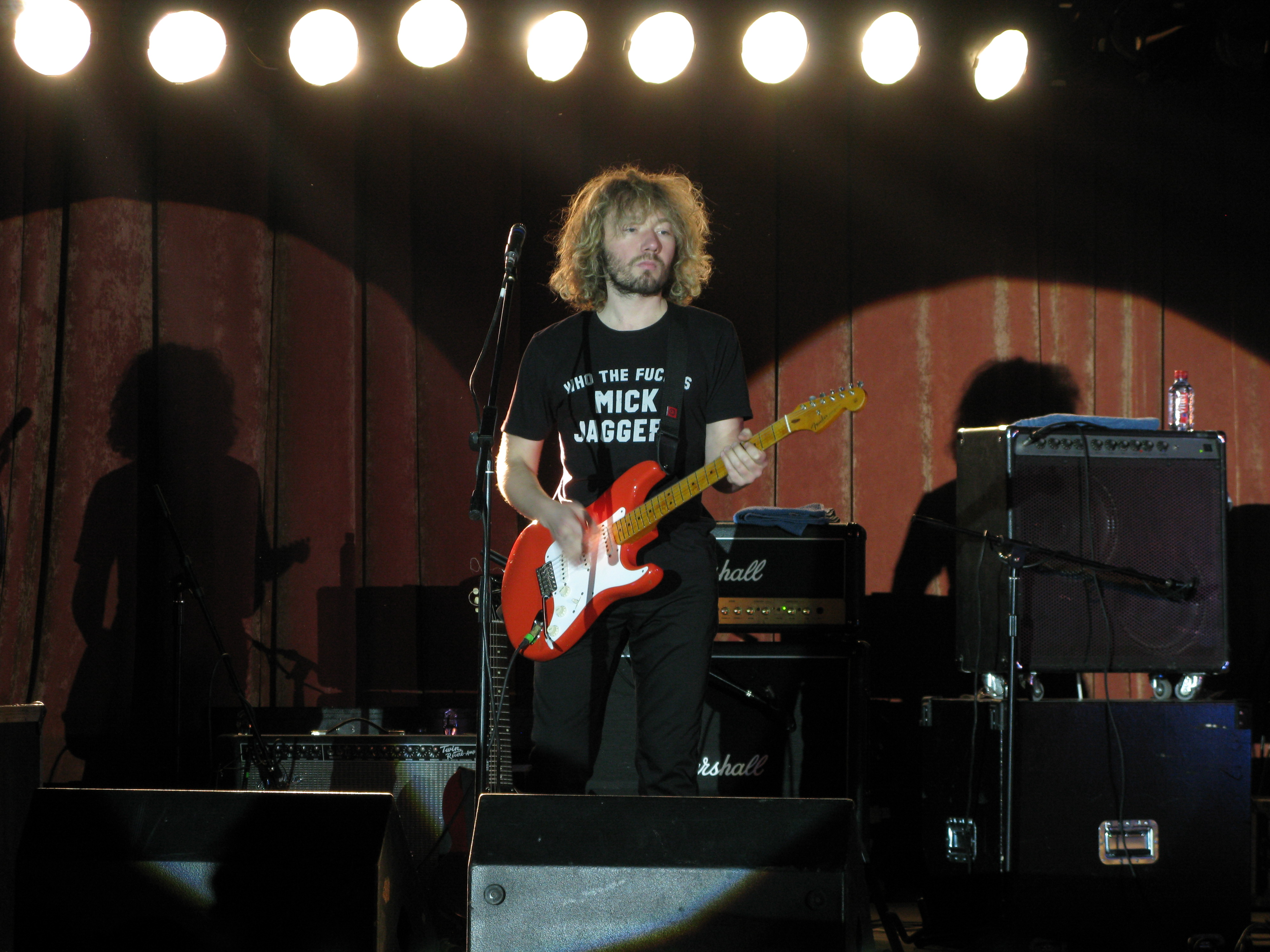
Yuri Tsaler bei einem Livekonzert (2010)

Mumi Troll begann als Garagenband während der letzten Jahre der Sowjetunion. Als die Auffassung gegenüber der Rockmusik besser wurde, wurden sie in Wladiwostok populär. Die Band löste sich jedoch auf, als Lagutenko, der Hochchinesisch und Englisch spricht, in die Volksrepublik China und in das Vereinigte Königreich ging, um für ein Beratungsunternehmen zu arbeiten, aber sie wurde nach seiner Rückkehr nach Russland neu gegründet. Sie wurden enorm populär, nachdem sie im Mai 1997 ihr erstes (offizielles) Album Morskaja (Морская „Marine“) veröffentlichten, das eine Mischung aus melodischem Hard Rock und Lagutenkos Offbeat-Texten und Performance ist. Das zweite Album Ikra (Икра „Kaviar“) war ebenso erfolgreich.
Ihr nächstes Album wurde erst drei Jahre später veröffentlicht, als die Beliebtheit der Band wieder abgenommen hatte. Trotzdem ist Mumi Troll noch immer eine von Russlands beliebtesten Bands. Sie vertraten Russland beim Eurovision Song Contest 2001, wo sie mit dem Lied Lady Alpine Blue Zwölfter wurden.

## Diskografie

### Alben
- 1985: Nowaja luna aprelja (Новая луна апреля) — Veröffentlichung der Band in Wladiwostok
- 1990: Delai Ju-Ju (Делай Ю-Ю) — unabhängige Veröffentlichung
- 1997: Morskaja (Морская) — erstes Studioalbum
- 1997: Ikra (Икра) — zweites Studioalbum
- 2000: Totschno Rtut Aloe (Точно Ртуть Алоэ) — drittes Studioalbum
- 2002: Meamury (Меамуры) — viertes Studioalbum
- 2004: Pochititeli Knig (Похитители Книг) — Filmsoundtrack und fünftes Studioalbum
- 2005: Slijanie i Pogloschtschenie (Слияние и Поглощение) — sechstes Studioalbum
- 2007: Amba (Амба) - siebentes Studioalbum
- 2008: 8 – achtes Studioalbum
- 2009: Comrade Ambassador – US-Veröffentlichung
- 2010: Redkije zemli (Редкие земли) — neuntes Studioalbum
- 2012: Vladivostok — erstes englischsprachiges Studioalbum
- 2013: SOS matrosu (SOS матросу) — zehntes Studioalbum
- 2015: Piratskije kopii (Пиратские копии) — elftes Studioalbum
- 2016: Malibu Alibi — zweites englischsprachiges Studioalbum
- 2018: Vostok x Severozapad (ВОСТОК Х СЕВЕРОЗАПАД) — zwölftes Studioalbum
- 2020: Prizraki zavtra (Призраки Завтра) — 13. Studioalbum
- 2020: Posle zla (После зла) — 14. Studioalbum

### Kompilationen
- 1998: Schamora. Pravda o Mumijach i Trollach (Шамора. Правда о Мумиях и Троллях) — Zusammenstellung ihrer Lieder aus den 1980ern

### EPs
- 1998: S Nowym Godom, Kroschka! (С Новым Годом, Крошка!)

### Beiträge für Kompilationen
- 2011: Budzma! Tuzin. Perasagruzka-2 (mit dem Song Кантрабанды)

### Singles (Auswahl)
- 1997: Владивосток 2000
- 1997: Утекай
- 1997: Забавы
- 2000: Невеста?
- 2001: Lady Alpine Blue
- 2004: Медведица (mit Linda Leen & Yana Kay)
- 2021: Amore Море, Goodbye (mit Filatov & Karas)
- 2021: Башня (mit Danya Milokhin)